# الأمير كارلوس دي الصقليتين
الأمير كارلوس دي بوربون-الصقليتين (10 نوفمبر 1870 - 11 نوفمبر 1949) هو أبن الأمير ألفونسو دي الصقليتين وماريا أنطونيتا دي الصقليتين هو أبن أخ فرديناندو الثاني أخر ملوك الصقليتين.